# Fredrik Strid
Fredrik Strid, född 1973 i Torshälla i Södermanland, är en svensk konstnär och skulptör.
Hans skulpturer och installationer har ofta någon anknytning till natur. Han har själv beskrivit det som att han är ointresserad av att avbilda naturen, men att han dras till att utforska och undersöka den.

## Utbildning och konstnärlig bana
Fredrik Strid växte upp i Torshälla, Södermanland. Idag är han verksam i Uppsala län i sitt ateljéboende missionshuset Persbo Studio beläget norr om Uppsala.
Efter ett års folkhögskoleutbildning på konstlinjen vid Edelviks folkhögskola i Burträsk (1994-1995) gick han skulpturlinjen på Norrköpings Konstskola i Norrköping där han studerade åren 1995-1997.
Strids magisterexamen i fri konst fick han från Konsthögskolan i Malmö där han gick under åren 2000-2005. År 2004-2005 studerade han, genom ett utbyte med UCLA i Los Angeles i Kalifornien, konstteoretiska strategier för professor Mary Kelly i programmet Interdisciplinary Studios.
Åren 2005-2008 var han engagerad som kurator och medarbetare på kulturcentret Signal i Malmö.
Under ett år 2008-2009 assisterade Fredrik Strid den amerikanske konceptkonstnären Mark Dion i New York.
Efter många år i USA flyttade Strid till missionshuset i Uppland, det som idag är Persbo Studio, där har han sin konstnärliga verksamhet och där driver han också skulpturparken Persbo Studio Skulpturpark.
Under oktober 2019 - mars 2020 var han residensstipendiat på IASPIS i Stockholm.
Läsåret 2020-2021 var Fredrik Strid anställd som adjunkt i skulptur på Konstfack i Stockholm.

## Utmärkelser och samlingar
Fredrik Strids konst har visats  på svenska institutioner som tex Uppsala konstmuseum, Ystads konstmuseum, Eskilstuna konstmuseum, Malmö konstmuseum. Han finns representerad hos bland annat Region Skåne, Malmö konstmuseum och Uppsala konstmuseum.[källa behövs] Internationellt har hans konst visats på Kunsthaus Dresden, Contemporary Art Center i Vilnius, OR-Gallery i Vancouver, Peter Dass Museet i Sandnessjøen mfl. Strid har tilldelats stipendier och priser från bland annat Tierps kommun, IASPIS i Stockholm, Längmanska kulturfonden, Region Uppsala, Konstnärsnämnden, Helge Ax:son Johnsons Stiftelse, Hjorts minnesfond mfl.

## Övrigt
Fredrik Strid driver skulpturparken Persbo Studio Skulpturpark. Parken grundades 2011 av Fredrik Strid och den amerikanska konstnären Jenny Yurshansky och drivs sedan 2016 av Fredrik Strid.